# Gyurkovics Zsuzsa
Gyurkovics Zsuzsa (Tótkomlós, 1929. március 9. –) Jászai Mari-díjas magyar színésznő.

## Pályafutása
Tótkomlóson született. 

„Három testvéremmel együtt nagy szeretetben éltünk, a természet közelében. Apám iparos ember volt, és rendkívül kreatív, mindent maga tervezett, maga rajzolt. A színpad iránti vonzalmam is itt alakult ki, hiszen Tótkomlóson száz éves az amatőr színjátszás!...Egy újságban olvastam, hogy Gobbi Hilda svéd és svájci anyagi segítséggel kollégiumot alapított, ahol ingyen lakhattak azok a szegény fiatalok, akik elhivatottnak érezték magukat a színjátszás iránt. Így kerültem a fővárosba, ahol felvételiztem a Színművészeti Főiskolára. Több mint ezer fiatal jelentkezett az egész országból, de csak negyvenhármunknak sikerült a felvételi, s csupán kilencen végeztünk, köztük Sinkovits Imre, Márkus László, Körmendi János, Gera Zoltán.”

A négy esztendős kora óta félárva tótkomlósi parasztlányka tehetségére első mestere, Lehotay Árpád figyelt fel. 1945 decemberében a Szegedi Nemzeti Színházban Zilahy Lajos: A tizenkettedik óra című darabjában - mások mellett - együtt szerepelt későbbi színészkollégiumi diáktársaival: Gera Zoltánnal és Márkus Lászlóval.

„…ki tudja, milyen úton jutott el hozzánk a szegedi színház rövid felhívása, amelyben a következő bemutatóhoz fiatal lányt kerestek az egyik főszerepre. A meghallgatásra elszöktem otthonról és én, a tizennégy éves kislány, néhány hét múlva már együtt játszhattam Petur Ilkával és Rajz Jánossal. A bemutató után valami minimális, inkább jelképes összegért tanítványává fogadott Lehotay. Hónapokon át segítette a felkészülésemet a főiskolai felvételire, de nemcsak nekem, hanem a többieknek is, Kazimir Károlynak, Márkus Lászlónak, Körmendi Jánosnak és Kassai Ilonának.”

Budapesten, a Gobbi Hilda által létrehozott Horváth Árpád színészkollégium lakója volt és a Színművészeti Főiskolán kapott színészi diplomát. Pályáját  1951-ben a győri Kisfaludy Színházban kezdte, majd játszott a Honvéd Színházban is. Major Tamás és Gellért Endre szerződtette 1954-ben a Nemzeti Színházhoz. 1958-tól a Madách Színházban szerepelt. Orvos férje kinevezése okán, 1961-től négy évig az NDK-ban, Lipcsében élt családjával. Miután hazatért, Madách Színház-beli szerződését felbontották. Egy esztendeig színház nélkül volt. 1966-tól a Vidám Színpadnál játszott egészen 1989-ig. 1972-től 1976-ig többször Győrben is fellépett mint vendégszereplő. 1975-ben Jászai Mari-díjat kapott. Sanzonénekesnőként is népszerű előadó, önálló albuma Mennyi fény! címmel 1997-ben jelent meg.

## Magánélete
Férje: Dr. Cséffalvay Tibor szülész-nőgyógyász főorvos, az orvostudományok kandidátusa volt, aki 2008-ban, 79 éves korában hunyt el.
Két fiuk született: Cséffalvay Gábor és Cséffalvay Tibor Péter.

## Fontosabb színházi szerepei
- Nyilas Misi (Móricz Zsigmond: Légy jó mindhalálig)
- Galja (Alexander Nyikolajevics Afinogenov: Kisunokám)
- Edit Piaf (Scserbakov: Nem bánok semmit sem)
- Sipsirica (Mikszáth Kálmán: Sipsirica)
- Zsófi (Füst Milán: Margit kisasszony)
- Ezsike (Szigligeti Ede: Liliomfi)
- Marlene (Poiret: Kellemes húsvéti ünnepeket)
- Gasparina Luigi Pirandello: Velencei kékszakáll)
- Angyalka (Molière: Képzelt beteg)
- Beatrice (William Shakespeare: Sok hűhó semmiért)
- Juci (William Shakespeare: Ahogy tetszik)
- Ánja (Anton Pavlovics Csehov: Cseresznyéskert)
- Dunyácska (Nyikolaj Vasziljevics Gogol: Leánynéző)
- Piroska (Bródy Sándor: Medikus)
- Marthe (Flers – Caillavet: Egy király Párizsban)
- Lucy (Jacobi Viktor: Leányvásár)
- Médi (Berté Henrik – Franz Schubert: Három a kislány)
- Erzsike (Szirmai Albert: Mézeskalács)
- Jolóka (Vészi Endre: A sárga telefon)
- Kati (Tabi László: Különleges világnap)

## Önálló estjeiből, sanzonműsoraiból
- Himnusz a szerelemről (Édith Piaf-est)
- Érzelmek hullámhosszán;
- Buday Dénes-est
- Ein angenehmer Abend (Szekszárdi Német Színház)

## Színházi felvételek
- Macskajáték (szín., magyar színházi közvetítés, 1985)

## Filmjei
- De kik azok a Lumnitzer nővérek? (2006) – öreg hölgy
- A herceg haladéka (szín., magyar filmdráma, 2006) – Sárika
- Mínusz (szín., magyar kisjátékfilm, 2006)
- A sárga telefon (szín., magyar tévéjáték, 1986) – Jolóka
- Családban marad (szín., magyar tévéfilm, 1980)
- Őfelsége, a nő (magyar zenés film, 1977)
- A jövő század zenéje (ff., magyar szórakoztató műsor, 1970)
- Timur és csapata (1960) – Olga
- Másnap (1958) – Kati, a lány
- 2×2 néha 5 (szín., magyar vígjáték, 1954) – Piri
- Költözik a hivatal (ff., rövid magyar játékfilm, 1953) – Ilonka
- Ütközet békében (ff., magyar játékfilm, 1951) – Juliska

## Lemezei
- Mennyi fény! (CD és kazetta)
- Nagypapa meg a csillagok (mesekazetta)

## Hangjáték
- Albert István: Hoffmann meséi (1955)
- Horváth Gyula: Az élet nem sláger! (1969)
- Novobáczky Sándor: Segítség! Választok! (1969)
- Mándy Iván: Ha köztünk vagy, Holman Endre (1975)
- Preussler, Otfried: Egy kicsi szellem visszatér (1976)

## Díjai
- Jászai Mari-díj (1975)
- Rádió nívódíj (1985)
- Tótkomlós díszpolgára (2002)